# Lendang Nangka
Lendang Nangka is een bestuurslaag in het regentschap Oost-Lombok van de provincie West-Nusa Tenggara, Indonesië. Lendang Nangka telt 9015 inwoners (volkstelling 2010).